# Jennifer Lien
Jennifer Anne Lien (nascuda el 24 d'agost de 1974) és una exactriu estatunidenca coneguda per interpretar l'alienígena Kes a la sèrie de televisió Star Trek: Voyager.

## Primers anys de vida
Lien va néixer com a Jennifer Anne Lien el 24 d'agost de 1974,a Illinois, la més petita de tres fills, i es va unir a l'Illinois Theatre Center als 13 anys.
En una entrevista del 1992, va dir: "La meva infància va ser salvatge perquè em sentia molt incòmoda vivint on vivia (el South Side de Chicago). Era molt industrial: si no encaixaves, et fotien una pallissa. Jo era jo mateixa, i vaig adoptar aquesta pell molt dura perquè ho havia de fer si volia sobreviure. Molts dels meus amics estaven drogats, i vaig veure molts d'ells morir." En una entrevista del 1993, va dir:
| « | Quan era petita a Chicago, sempre feia veure que era algú altre. Escrivia petites obres de teatre, era una xicotot, sortia molt amb els nois. Mai vaig tenir gaire interès a sortir amb noies. Sempre escrivia obres de teatre, mirava pel·lícules o llegia llibres, i quan estava a setè grau, em vaig apuntar al club de teatre i vaig descobrir que podia encaixar perfectament, podia relaxar-me, podia fer el que volgués. Vaig començar a pensar que podia marcar la diferència, que podia fer feliç a la gent. Sentia que havia fet el món una mica millor durant un temps. Aleshores, seguint el consell d'una professora de vuitè grau, vaig anar a classes d'interpretació i després vaig aconseguir un agent. Vaig fer pel·lícules industrials i una mica de teatre. Aviat, els directors de càsting van començar a contractar-me i després vaig aconseguir una entrevista amb la gent de AW. Els vaig agradar, em van demanar que anés a Nova York, així que aquí estic! | » |

## Carrera
La primera aparició televisiva de Lien va ser en un anunci de xiclet interpretant bessones. La seva primera aparició en una sèrie de televisió va ser com a estudiant d'una acadèmia de música en un episodi de Brewster Place el 1990, protagonitzat per Oprah Winfrey. El mateix any va posar la veu a la versió doblada a l'anglès de Baby Blood, una pel·lícula de terror francesa. Lien es va traslladar a Nova York el 1991 després de ser escollida com a Hannah Moore a la telenovel·la Another World. Va assistir i es va graduar a la Professional Children's School mentre treballava en aquesta sèrie.
En una entrevista del 1992, Lien va dir: "Fa un parell d'anys, intentava aconseguir una audició per a una pel·lícula de beisbol, així que vaig dir que podia jugar a beisbol. Sempre havíem jugat molt mentre era petita, com al pati del darrere. Però quan vaig aparèixer a l'audició, em vaig trobar amb aquestes dones de testosterona com Goliat que podien jugar "de debò". Vaig sobreviure als dos dies d'entrenament i audicions, però bàsicament vaig estirar tots els músculs del meu cos!".
El 1993, Lien va ser escollida com a Roanne a Phenom, una comèdia de situació protagonitzada per Judith Light. També va participar en la gravació de l'àlbum de comèdia d'Adam Sandler They're All Gonna Laugh at You!, en què va interpretar el paper de la valedictorian a la cançó "The Buffoon And The Valedictorian", així com el d'una de les filles a la cançó "Oh, mom..."

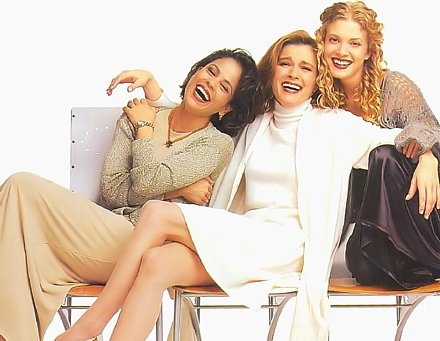
Jennifer Lien (dreta) amb les actrius de Voyager Roxann Dawson (esquerra) i Kate Mulgrew (1995)

El 1994, Lien va ser escollida com a Kes a Star Trek: Voyager. El seu personatge era una Ocampa, una espècie de l'univers Star Trek que només viu entre vuit i nou anys, que s'uneix a la tripulació de la nau estel·lar després que aquesta quedi encallada a 70.000 anys llum de la Terra. El mateix any, Lien va posar veu al personatge de Valerie Fox a l'episodi pilot de The Critic.
Richard Lutz va escriure: "El personal mèdic de Star Trek encarna millor els valors humans integrats en aquesta franquícia; el més notable dels quals és Kes, en gran part gràcies a Jennifer Lien, la notable actuació de la qual va donar vida a un bell ésser infantil (Ocampa), la curta vida del qual i la humanitat ens recorden que l'element més important en una vida que val la pena viure és una connexió amorosa amb els nostres semblants".
Els productors creadors van rescindir a contracor el contracte de Lien com a membre del repartiment principal de "Voyager" a causa de problemes personals no resolts que afectaven la seva actuació. L'any 2000, Lien va tornar com a actor convidat a l'episodi "Fury".
Després de Voyager, Lien va aparèixer a la pel·lícula American History X com la germana petita del personatge d'Edward Norton. El 1998, va aparèixer a SLC Punk! interpretant Sandy, la xicota esbojarrada del personatge de Matthew Lillard. També va posar veu a l'agent L durant les tres primeres temporades de Men in Black: The Animated Series (1997–1999) i els primers set episodis de la quarta temporada abans de ser substituïda per Jennifer Martin.

### Convencions
Lien ha assistit a convencions de ciència-ficció relacionades amb el seu paper de Kes quan treballava a Voyager i després que acabés la seva carrera cinematogràfica. En una entrevista del 1995, va dir sobre aquestes convencions:
| « | Les convencions són quelcom dins d'elles mateixes, un món únic. És una experiència molt diferent, ja que puc parlar amb altres persones involucrades en el món de «Star Trek», com autors i actors d'altres sèries de «Star Trek». També puc conèixer gent d'altres sèries de ciència-ficció, perquè solen tenir convidats d'altres sèries a les convencions a les quals assisteixo. Als fans els encanten les convencions, els encanta conèixer la gent que participa en les seves sèries preferides. Això et fa voler donar-los tot el que pots. Intento explicar-los què passa, compartir el meu riure i explicar-los la meravellosa experiència que he tingut a «Voyager». Els comentaris són molt positius. Sembla que als fans els agrada "molt" la sèrie, i això és bo. Si tenen comentaris negatius, també me'ls donen, cosa que està bé. Normalment són força respectuosos i proposen coses molt interessants —positives i negatives— i m'hi deixo enganxar. | » |

## Vida personal
L'agost de 2010, Lien va dir que tenia la intenció de treballar com a nutricionista després d'acabar els seus estudis.
Entre el 2015 i el 2018, Lien va ser arrestada repetidament i acusada de delictes legals; alguns d'aquests càrrecs van ser retirats posteriorment. Finalment, el tribunal va ordenar que se sotmetés a un tractament de salut mental.

## Filmografia

### Film
| Any  | Títol              | Paper          | Notes |
| ---- | ------------------ | -------------- | ----- |
| 1990 | Baby Blood         | Yanka (veu)    |       |
| 1998 | American History X | Davina Vinyard |       |
| 1998 | SLC Punk!          | Sandy          |       |
| 2001 | Rubbernecking      | Infermera      |       |

### Televisió
| Any             | Títol                                         | Paper                             | Notes                                                               |
| --------------- | --------------------------------------------- | --------------------------------- | ------------------------------------------------------------------- |
| 1990            | Brewster Place                                | Estudiant de l'Acadèmia de Música | Episodi: "One Small Step at a Time"                                 |
| 1991–1992       | Another World                                 | Hannah Moore                      | Paper recurrent                                                     |
| 1993–1994       | Phenom                                        | Roanne                            | 22 episodis                                                         |
| 1994            | The Critic                                    | Valerie Fox                       | Episodi: "The Pilot"                                                |
| 1995            | Inside the New Adventure - Star Trek: Voyager | Ella mateixa                      | Especial de televisió                                               |
| 1995–1997; 2000 | Star Trek: Voyager                            | Kes                               | 72 episodis; membre habitual del repartiment durant tres temporades |
| 1996            | Duckman                                       | Actriu de cinema (veu)            | Episodi: "Apocalypse Not"                                           |
| 1996            | The Real Adventures of Jonny Quest            | Elise (veu)                       | Episodi: "Eclipse"                                                  |
| 1996            | Star Trek: 30 Years and Beyond                | Ella mateixa \ Kes                | Especial de televisió                                               |
| 1997            | Superman: The Animated Series                 | Inza Nelson (veu)                 | Episodi: "The Hand of Fate"                                         |
| 1997–2000       | Men in Black: The Series                      | Agent L (veu)                     | 7 episodis                                                          |

### Videojocs
| Any  | Títol                                   | Paper  | Notes  |
| ---- | --------------------------------------- | ------ | ------ |
| 2001 | The Lion King: Simba's Mighty Adventure | Vitani | [ 21 ] |